# Albert V de Saxe-Lauenbourg
Pour les articles homonymes, voir Albert V.
Albert V est un prince de la maison d'Ascanie né vers 1335 et mort en 1366 ou 1367. Il règne sur le duché de Saxe-Lauenbourg de 1356 à sa mort.

## Biographie
Albert V est le deuxième fils du duc Albert IV de Saxe-Lauenbourg et de son épouse Sophie de Mecklemboug-Güstrow. Il appartient à la lignée de Bergedorf-Möllner, qui règne sur la moitié de la Saxe-Lauenbourg depuis le début du XIVe siècle. Il succède à son frère aîné Jean III, mort sans laisser d'héritier.
Le 25 janvier 1366, Albert V épouse Catherine de Werle-Güstrow. Ils n'ont pas d'enfants. C'est donc le frère cadet d'Albert, Éric III, qui lui succède à sa mort.